# 船橋市立若松小学校
船橋市立若松小学校（ふなばししりつ わかまつしょうがっこう）は、千葉県船橋市若松三丁目にある公立小学校。

## 交通
- JR京葉線南船橋駅
- 京成本線船橋競馬場駅

## 著名な出身者
- 多田慎也 - 作詞作曲家、音楽プロデューサー